# Scheloribates feideri
Scheloribates feideri är en kvalsterart som beskrevs av Calugar och Vasiliu 1983. Scheloribates feideri ingår i släktet Scheloribates och familjen Scheloribatidae. Inga underarter finns listade i Catalogue of Life.